# Aglenus chilensis
Aglenus chilensis is een keversoort uit de familie platsnuitkevers (Salpingidae). De wetenschappelijke naam van de soort werd in 1969 gepubliceerd door Roger Dajoz.